# Hóquei sobre a grama nos Jogos Olímpicos de Verão de 2020
Os torneios de hóquei sobre a grama (português brasileiro) ou hóquei em campo (português europeu) nos Jogos Olímpicos de Verão de 2020 foram disputados entre 24 de julho e 6 de agosto de 2021 nos campos norte e sul do Estádio de Hóquei Oi, em Tóquio, no Japão.
Foi originalmente programado para ser realizado em 2020, mas em 24 de março de 2020, as Olimpíadas foram adiadas para 2021 devido à pandemia de COVID-19, o que fez com que não houvesse espectadores nas partidas. 422 atletas, sendo 213 no torneio masculino e 209 no feminino, representaram as 12 equipes de cada uma das competições.

## Qualificação
Foram colocadas em disputa 22 vagas, onze para cada torneio, de um total de 24 vagas. Como o país-sede, o Japão tinha uma vaga garantida em cada um dos torneios. Cada Comitê Olímpico Nacional (CON) poderia se qualificar para as competições com base nos torneios continentais disputados entre 2018 e 2019, além do pré-olímpico da Federação Internacional de Hóquei (FIH) no final de 2019.
Masculino
| Método                        | Data                                | Local         | Vagas | Classificado                                                                       |
| ----------------------------- | ----------------------------------- | ------------- | ----- | ---------------------------------------------------------------------------------- |
| País-sede                     | —                                   | —             | 1     | Japão                                                                              |
| Jogos Asiáticos de 2018       | 19 de agosto–1 de setembro de 2018  | Indonésia     | 0     | –A                                                                                 |
| Jogos Pan-Americanos de 2019  | 30 de julho–10 de agosto de 2019    | Peru          | 1     | Argentina                                                                          |
| Pré-Olímpico Africano de 2019 | 12–18 de agosto de 2019             | África do Sul | 1     | África do Sul                                                                      |
| Campeonato Europeu de 2019    | 16–24 de agosto de 2019             | Bélgica       | 1     | Bélgica                                                                            |
| Copa da Oceania de 2019       | 5–8 de setembro de 2019             | Austrália     | 1     | Austrália                                                                          |
| Pré-Olímpico Mundial de 2019  | 25 de outubro–3 de novembro de 2019 | vários        | 7     | Alemanha · Canadá · Espanha · Grã-Bretanha · Índia · Nova Zelândia · Países Baixos |
| Total                         |                                     |               | 12    |                                                                                    |

Feminino
| Método                        | Data                                | Local         | Vagas | Classificado                                                            |
| ----------------------------- | ----------------------------------- | ------------- | ----- | ----------------------------------------------------------------------- |
| País-sede                     | —                                   | —             | 1     | Japão                                                                   |
| Jogos Asiáticos de 2018       | 19 de agosto–1 de setembro de 2018  | Indonésia     | 0     | –A                                                                      |
| Jogos Pan-Americanos de 2019  | 29 de julho–9 de agosto de 2019     | Peru          | 1     | Argentina                                                               |
| Pré-Olímpico Africano de 2019 | 12–18 de agosto de 2019             | África do Sul | 1     | África do Sul                                                           |
| Campeonato Europeu de 2019    | 17–25 de agosto de 2019             | Bélgica       | 1     | Países Baixos                                                           |
| Copa da Oceania de 2019       | 5–8 de setembro de 2019             | Austrália     | 1     | Nova Zelândia                                                           |
| Pré-Olímpico Mundial de 2019  | 25 de outubro–3 de novembro de 2019 | vários        | 7     | Alemanha · Austrália · China · Espanha · Grã-Bretanha · Índia · Irlanda |
| Total                         |                                     |               | 12    |                                                                         |

↑A  – Como o Japão se classificou tanto como anfitrião como pelo torneio continental, a vaga foi realocada ao pré-olímpico da FIH em vez de ir para o vice-campeão asiático.

## Calendário
Os torneios de hóquei sobre a grama foram realizados ao longo de 14 dias, com as disputas de medalhas no masculino em 5 de agosto e as decisões femininas no dia seguinte.
| G | Fase de grupos | QF | Quartas de final | SF | Semifinais | B | Disputa pelo bronze | F | Final |

| DataEvento | Sáb 24 jul | Dom 25 jul | Seg 26 jul | Ter 27 jul | Qua 28 jul | Qui 29 jul | Sex 30 jul | Sáb 31 jul | Dom 1 ago | Seg 2 ago | Ter 3 ago | Qua 4 ago | Qui 5 ago | Qui 5 ago | Sex 6 ago | Sex 6 ago |
| ---------- | ---------- | ---------- | ---------- | ---------- | ---------- | ---------- | ---------- | ---------- | --------- | --------- | --------- | --------- | --------- | --------- | --------- | --------- |
| Masculino  | G          | G          | G          | G          | G          | G          | G          |            | QF        |           | SF        |           | B         | F         |           |           |
| Feminino   | G          | G          | G          |            | G          | G          | G          | G          |           | QF        |           | SF        |           |           | B         | F         |

## Medalhistas
| Evento             | Ouro | Prata | Bronze |
| ------------------ | --- | --- | --- |
| Masculino detalhes | Gauthier Boccard Tom Boon Thomas Briels Cédric Charlier Félix Denayer Nicolas De Kerpel Arthur De Sloover Sébastien Dockier John-John Dohmen Simon Gougnard Alexander Hendrickx Antoine Kina Loïck Luypaert Augustin Meurmans Victor Wegnez Vincent Vanasch Florent Van Aubel Arthur Van Doren BEL Bélgica | Daniel Beale Joshua Beltz Tim Brand Andrew Charter Tom Craig Matt Dawson Blake Govers Jeremy Hayward Tim Howard Dylan Martin Trent Mitton Eddie Ockenden Flynn Ogilvie Lachlan Sharp Joshua Simmonds Jacob Whetton Tom Wickham Aran Zalewski AUS Austrália                                                                               | Surender Kumar Varun Kumar Birendra Lakra Vivek Prasad Dilpreet Singh Gurjant Singh Harmanpreet Singh Hardik Singh Mandeep Singh Manpreet Singh Rupinder Pal Singh Shamsher Singh Simranjeet Singh Nilakanta Sharma P. R. Sreejesh Sumit Lalit Upadhyay Amit Rohidas IND Índia |
| Feminino detalhes  | Felice Albers Eva de Goede Xan de Waard Marloes Keetels Josine Koning Sanne Koolen Laurien Leurink Frédérique Matla Laura Nunnink Malou Pheninckx Pien Sanders Lauren Stam Margot van Geffen Caia van Maasakker Maria Verschoor Lidewij Welten NED Países Baixos                                           | Agustina Albertarrio Agostina Alonso Noel Barrionuevo Valentina Costa Biondi Emilia Forcherio Agustina Gorzelany María José Granatto Victoria Granatto Julieta Jankunas Sofía Maccari Delfina Merino Valentina Raposo Rocío Sánchez Moccia Micaela Retegui Victoria Sauze Belén Succi Sofía Toccalino Eugenia Trinchinetti ARG Argentina | Giselle Ansley Grace Balsdon Fiona Crackles Maddie Hinch Sarah Jones Hannah Martin Shona McCallin Lily Owsley Hollie Pearne-Webb Isabelle Petter Ellie Rayer Sarah Robertson Anna Toman Susannah Townsend Laura Unsworth Leah Wilkinson GBR Grã-Bretanha                       |

## Quadro de medalhas

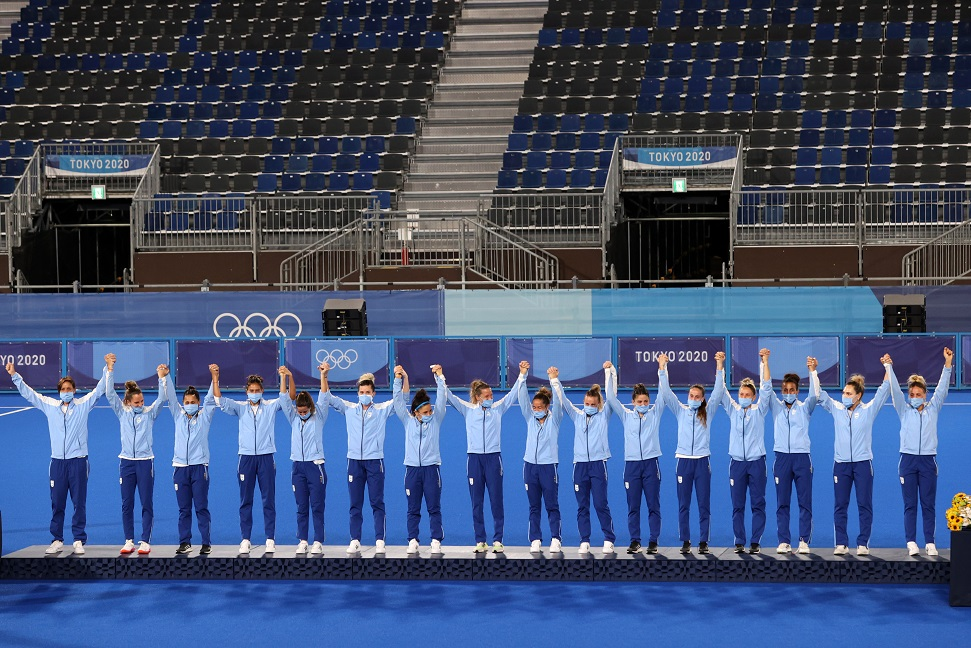
Equipe da Argentina medalhista de prata no torneio feminino

| Ordem | País              | Medalha de ouro | Medalha de prata | Medalha de bronze |   | Ordem por total |
| ----- | ----------------- | --------------- | ---------------- | ----------------- | - | --------------- |
| 1     | BEL Bélgica       | 1               |                  |                   | 1 | 1               |
|       | NED Países Baixos | 1               |                  |                   | 1 | 1               |
| 3     | ARG Argentina     |                 | 1                |                   | 1 | 1               |
|       | AUS Austrália     |                 | 1                |                   | 1 | 1               |
| 5     | GBR Grã-Bretanha  |                 |                  | 1                 | 1 | 1               |
|       | IND Índia         |                 |                  | 1                 | 1 | 1               |
| TOTAL | TOTAL             | 2               | 2                | 2                 | 6 | —               |